# 3248 Farinella
3248 Farinella è un asteroide della fascia principale del diametro medio di circa 37,49 km. Scoperto nel 1982, presenta un'orbita caratterizzata da un semiasse maggiore pari a 3,2006598 UA e da un'eccentricità di 0,1546518, inclinata di 10,86050° rispetto all'eclittica.
L'asteroide è dedicato all'astronomo italiano Paolo Farinella, (Migliarino 13 gennaio 1953 - 25 marzo 2000)